# STS-61-K
STS-61-K seria uma missão da NASA realizada pelo ônibus espacial Atlantis. O lançamento estava previsto para 18 de agosto de 1986, contudo foi cancelada após o desastre do Challenger.

## Tripulação
- Comandante: Vance Brand
- Piloto: David Griggs
- Especialista de missão 1: Robert L. Stewart
- Especialista de missão 2: Owen Garriott
- Especialista de missão 3: Claude Nicollier  {Suiça]
- Especialista de carga 1: Byron K. Lichtenberg
- Especialista de carga 2: Michael Lampton
- Especialista de carga 3: Robert Everett Stevenson

## Tripulação Reserva
- Especialista de carga 1: Dirk Dries David Damiaan Frimout {Bélgica}
- Especialista de carga 2: Charles Richard Chappell

## Objetivos
Missão EOM (Earth Observation Mission) dedicada a observação e mapeamento da Terra. Cancelada após o desastre do Challenger em 1986.

## Referência
1. ↑  «Space Shuttle Shedule 1986» (PDF). Flight International. Consultado em 28 de fevereiro de 2008